# الشريف كابونسوان
محمد بن علي زين العابدين الملقب الشريف كابونسوان (بالملايو: Sharif Kabungsuwan) سياسي وداعية إسلامي كان أول حاكم لسلطنة ماكينداناو في الفلبين. هاجر من موطنه وأقام في منطقة مينداناو جنوب الفلبين حيث كان يدعو القبائل الأصلية في جميع أنحاء المنطقة للإسلام. وسميت المقاطعة السابقة شريف كابونسوان على اسمه من بعده تكريمًا له.

## نسبه
محمد بن علي زين العابدين بن أحمد بن عبد الله بن محمد بن علي بن عبد الله بن علوي عم الفقيه المقدم بن محمد صاحب مرباط بن علي خالع قسم بن علوي بن محمد بن علوي بن عبيد الله بن أحمد المهاجر بن عيسى بن محمد النقيب بن علي العريضي بن جعفر الصادق بن محمد الباقر بن علي زين العابدين بن الحسين السبط بن علي بن أبي طالب، وعلي زوج فاطمة بنت محمد ﷺ.
فهو الحفيد 22 لرسول الله محمد ﷺ في سلسلة نسبه.

## مولده ونشأته
من مواليد جوهور في شبه الجزيرة الماليزية، ووالدته بنت سلطان جوهور التي تزوجها والده علي زين العابدين عندما قدم من حضرموت واستقر في جوهور.

## هجرته وتأسيسه لسلطنة ماكينداناو
أبحر من جوهور مع جملة من الناس في مراكب شراعية فأصيبوا بطوفان فرّقهم فذهبوا إلى جهات مختلفة، فمحمد كابونسوان وصل إلى خليج مينداناو وأرسى بموضع يسمى ناتوباكن في مخرج نهر ريوكرند [الإنجليزية]. وتفيد الروايات القديمة إلى أن المنطقة سبقه إليها أجداده من التجار والدعاة المسلمين العرب. وبعد ذلك نزل إلى اليابسة ومن معه من مرافقيه وانتشروا بين السكان المحليين المسلمين، ثم عمدوا إلى زيارة القرى المحيطة واحدة بعد الأخرى، ودعوا الناس إلى دين الإسلام حتى واجه كابونسوان مقاومة مسلحة من السكان الوثنيين في كوتاباتو ولكنه استطاع إخضاعهم لحكمه بمساعدة شعب السامال المحاربين، ومن رفض منهم الخضوع ودفع الجزية هرب إلى المناطق الجبلية. وإلى اليوم يوجد من هؤلاء الوثنيين على ديانتهم القديمة من شعوب بلآن [الإنجليزية] ومانوبو [الإنجليزية] وسوبانون [الإنجليزية] وغيرهم.
وكان محمد كابونسوان قد اختلط دمه العربي بالدم الملايوي، فوجد نفسه في الوقت متمكنًا مستقرًا في مينداناو، ولم يعترضه تحزب قومي فيناوئه، بل اتحد خلقًا وامتزج مشربًا بالبلاد الجديدة، ولكنه مع ذلك مستقيم بدينه كاستقامة أسلافه الأولين. ثم تزوج من أميرة محلية فقوّى أسباب القرابة والرحم الجديد والأخوة الدينية. ثم نودي وأعلن بعد ذلك بمحمد كابونسوان واليًا على ماكينداناو عن إجماع من السكان ورضى به وإقرار ثابت منهم وطيبة نفس.